# Abuso processual
Abuso processual consiste na adoção de práticas lesivas de uma parte a outra durante os atos de um processo.

## Conceitos inerentes
A concepção do abuso de processo deriva da existência de um direito e, daí, o exercício de sua defesa no plano jurisdicional. Difere, portanto, do abuso de direito, pois está restrito à existência de um processo.

### Abuso de direito
Em linhas gerais, o abuso de um direito, segundo Orlando Gomes, é uma construção da doutrina, em que aponta uma grande imprecisão – citando Planiol – pois seria impossível a um tempo algo ser "conforme e contrário ao direito". É, também, uma construção recente no meio jurídico, decorrente da "concepção relativista dos direitos", e sua conceituação varia. Em essência, para os subjetivistas é o uso de um direito com a intenção de provocar dano a outrem (em que se pressupõe, portanto, o dolo, a vontade – sendo o defeito desta orientação a necessidade de investigação do animus – e foi adotado pelo BGB, o Código Civil Alemão.); para os objetivistas trata-se de desvio no exercício do direito, faltando ao seu agente legitimidade para exercer tal direito (sistema adotado pelos diplomas civis suíço e soviético).

### Direito de ação e atos processuais
Ao exercitar a defesa de um direito junto ao juízo, o indivíduo está exercendo o seu direito de ação, ou seja, leva ao Estado o pleito de proteção a um direito, através do processo – ação – portanto um direito independente do chamado direito material, uma vez que este baseia-se no direito que tem o interessado em obter uma sentença.
Sendo forma independente de proteção, o direito processual determina uma sucessão de atos que, em princípio, devem ser executados de modo sucessivo até o desfecho final, que é a execução da decisão – ou seja, da sentença..
Pressupõe-se, para seu regular desenvolvimento, que as partes ajam com isonomia, igualdade, e ainda com ética e obediência às leis.
Em 1950 o jurista italiano Piero Calamandrei preconizava que apenas a igualdade entre os litigantes poderia levar à "observância do direito", ao "triunfo da verdade" e à "vitória da razão".

## Abuso de processo
O conceito é relativamente recente, no Direito, sendo Calamandrei um dos primeiros que observou que devem ser necessárias a igualdade e comportamento ético entre as partes, para que o processo, ao invés de ser "instrumento de justiça,
criado para dar razão ao mais justo, passe a dar a vitória ao mais astuto".
As práticas procrastinatórias, que visam protelar ao máximo no tempo a obtenção de sentença, as chicanas e artifícios processuais, usados unicamente para onerar o processo ou adiar a obtenção de uma decisão final, são exemplos de abusos processuais – que são muitas vezes previstos nos diplomas processuais como formas de abuso e, portanto, devem ser coibidas.